# Liste der Baudenkmale in Graal-Müritz
In der Liste der Baudenkmale in Graal-Müritz sind alle Baudenkmale der Gemeinde Graal-Müritz (Landkreis Rostock) und ihrer Ortsteile aufgelistet (Stand 10. Februar 2021).

## Legende
In den Spalten befinden sich folgende Informationen:
- ID-Nr: Die Nummer wird von den Denkmalämtern der Landkreise vergeben. Wenn sie nicht bekannt ist, bleibt die Spalte leer. In dieser Spalte kann sich zusätzlich das Wort Wikidata befinden, der entsprechende Link führt zu Angaben zu diesem Denkmal bei Wikidata.
- Lage: die Adresse des Denkmales und die geographischen Koordinaten.
Link zu einem Kartenansichtstool, um Koordinaten zu setzen. In der Kartenansicht sind Denkmale ohne Koordinaten mit einem roten bzw. orangen Marker dargestellt und können in der Karte gesetzt werden. Denkmale ohne Bild sind mit einem blauen bzw. roten Marker gekennzeichnet, Denkmale mit Bild mit einem grünen bzw. orangen Marker.
- Bezeichnung: Bezeichnung, so wie sie in den offiziellen Listen der Denkmalämter steht. Ein Link hinter der Bezeichnung führt zum Wikipedia-Artikel über das Denkmal. Wenn die Bezeichnung der Denkmalämter inhaltlich fehlerhaft ist, ist in der Spalte „Beschreibung“ darauf hinzuweisen.
- Beschreibung: Beschreibung des Denkmales
- Bild: ein Bild des Denkmales und gegebenenfalls einen Link zu weiteren Fotos des Denkmals im Medienarchiv Wikimedia Commons

## Graal-Müritz
| ID  | Lage                           | Bezeichnung | Beschreibung | Bild |
| --- | ------------------------------ | --- | --- | --- |
| 219 | Am Buchenweg (Karte)           | Rhododendronpark Graal-Müritz mit Gedenkstein für F. K. Evert | Rhododendronpark nach Plänen des Rostocker Gartenbauarchitekten Friedrich-Karl Evert von 1955 bis 1961. Das im Westen gelegene Gelände war vormals eine Sandgrube. | Rhododendronpark Graal-Müritz mit Gedenkstein für F. K. Evert                                                                                              |
| 220 | Am Wasserturm 9 (Karte)        | Wasserturm | 32 Meter hoher Turm des Wasserwerks von 1913 | Wasserturm |
| 222 | Friedensstraße 5 (Karte)       | Wohnhaus (ehem. „Charlotte“) | 3-gesch. Putzbau der Bäderarchitektur mit seitl. Giebelteil. | Wohnhaus (ehem. „Charlotte“) |
| 223 | Friedhofsweg                   | Gedenkstein für Martin Luther (beim Friedhof) | | Gedenkstein für Martin Luther (beim Friedhof) |
| 224 | Friedhofsweg (Karte)           | Lukaskirche mit Friedhof, Kapelle und Gedenkstein für Friedrich Bunge | Neoromanischer, einschiffiger Backsteinbau mit Satteldach von 1908, als Graal und Müritz noch getrennt waren. 4-gesch., rechteckiger Ostturm mit steilem Walmdach; Orgel von Carl Börger. Bunge war von 1866 bis 1875 Pastor an der Lukaskirche und Begründer des Badeortes. | Lukaskirche mit Friedhof, Kapelle und Gedenkstein für Friedrich Bunge                                                                                      |
| 225 | Friedhofsweg                   | Kriegerdenkmal 1914–1918 (vor der Kirche) | | Kriegerdenkmal 1914–1918 (vor der Kirche) |
| 227 | Fritz-Reuter-Straße 8 (Karte)  | Haus „Castle Mona“ | 1-gesch. Haus mit reetgedecktem Krüppelwalmdach | Haus „Castle Mona“ |
| 228 | Fritz-Reuter-Straße 15 (Karte) | Ehem. Hotel „Cecilie“ („K.-F.-Wander-Haus“) | 3-gesch. Haus mit zwei Rotstein-Giebel der Bäderarchitektur | Ehem. Hotel „Cecilie“ („K.-F.-Wander-Haus“) |
| 229 | Fritz-Reuter-Straße 13 (Karte) | Haus „Weidmannsruh“ | 2-gesch. Putzbau der Bäderarchitektur mit zwei Giebeln | Haus „Weidmannsruh“ |
| 231 | Kurstraße 5 (Karte)            | Geschäftshaus „Gisela“ | 2-gesch., 2-flügeliges, verklinkertes Gebäude der Bäderarchitektur von um 1900; bis 1997 saniert. | Geschäftshaus „Gisela“ |
| 232 | Kurstraße 22 (Karte)           | Wohn- und Geschäftshaus | 2-gesch. Putzbau der Bäderarchitektur. | Wohn- und Geschäftshaus |
| 234 | Kurstraße 25 (Karte)           | Wohn- und Geschäftshaus „Grahl“ | 2-gesch- geputztes Giebelhaus der Bäderarchitektur. | Wohn- und Geschäftshaus „Grahl“ |
| 235 | Kurstraße 26 (Karte)           | Wohn- und Geschäftshaus (Bäckerei) | 2-gesch. Putzbau der Bäderarchitektur von 1892 mit zwei Flügeln; Villa Gustava, ab 1898 Café, danach Anbau der Bäckerei und neu der Anbau Haus Cynthia; Sanierung um 2000.                                                                                                   | Wohn- und Geschäftshaus (Bäckerei) |
| 238 | Kurstraße 38 (Karte)           | Haus „Aurum“ | 2-gesch. Putzbau der Bäderarchitektur mit drei Giebeln. | Haus „Aurum“ |
| 239 | Kurstraße 39 (Karte)           | Hotel „Alexandrine“ | 2-gesch. Putzbau der Bäderarchitektur | Hotel „Alexandrine“ |
| 240 | Lange Straße 4 (Karte)         | Haus „Daheim“ | 1 und 2-gesch. Putzbau der Bäderarchitektur mit Krüppelwalm. | Haus „Daheim“ |
| 242 | Lange Straße 11 (Karte)        | Wohnhaus | 1-gesch. Putzbau im neoklassizistischen Stil der 1920er Jahre mit Mansarddach und großem Dacherker. | Wohnhaus |
| 243 | Lange Straße 16 (Karte)        | Wohnhaus | 2-gesch. Putzbau Haus Alberta mit Walmdach. | Wohnhaus |
| 244 | Lange Straße 22/22a (Karte)    | Wohnhaus (ehem. Büdnerei) | 1-gesch. Putzbau mit Walmdach. | Wohnhaus (ehem. Büdnerei) |
| 245 | Lange Straße 26 (Karte)        | Wohnhaus (ehem. Büdnerei) | 1-gesch. Putzbau mit Fachwerk und Walmdach; 1753 als einer der ersten zehn Büdnereien gebaut; urspr. vierzelliger Grundriss; Anbau im 20. Jh., um 2000 saniert. | Wohnhaus (ehem. Büdnerei) |
| 247 | Lindenweg 2 (Karte)            | Haus „Min Hüsung“ | 1-gesch. Putzbau mit Mansarddach. | Haus „Min Hüsung“ |
| 248 | Parkstraße 1 (Karte)           | Haus „Wenden“ | 2-gesch. Putzbau der Bäderarchitektur, 1997 saniert. | Haus „Wenden“ |
| 249 | Parkstraße 5 (Karte)           | Hotel „Waldhotel“ | 2 bis 3-gesch., 2-flügeliger Putzbau der Bäderarchitektur von 1888 eines der ersten Pensionen an der damaligen Grünen Pforte; bis 1960er Jahre Pyramidenhelm über dem Eckturm; Bau um 1998 saniert.                                                                          | Weitere Bilder |
| 250 | Parkstraße 19 (Karte)          | Senioren- und Pflegeheim „Strandperle“, Hauptfassade des Altbaues | 4-gesch. Giebel im Jugendstil. | Senioren- und Pflegeheim „Strandperle“, Hauptfassade des Altbaues                                                                                          |
| 251 | Ribnitzer Straße 7 (Karte)     | Kiosk (hölzerner Saalbau) | 1-gesch. Putzbau mit Satteldach. | Kiosk (hölzerner Saalbau) |
| 252 | Ribnitzer Straße 13 (Karte)    | Hotel „Elfriede“ | 2-gesch. Putzbau mit zwei Giebeln und Satteldächern. | Hotel „Elfriede“ |
| 254 | Ribnitzer Straße 29a (Karte)   | Wohnhaus (ehem. Büdnerei) | 1-gesch. Putzbau mit Krüppel-Walmdach. | Wohnhaus (ehem. Büdnerei) |
| 255 | Ribnitzer Straße 47 (Karte)    | Wohnhaus und Stall (ehem. Büdnerei) | 1-gesch. Putzbau mit Krüppel-Walmdach. | Wohnhaus und Stall (ehem. Büdnerei) |
| 256 | Ribnitzer Straße 49 (Karte)    | Wohnhaus (ehem. Büdnerei) | 1-gesch. Putzbau mit Krüppel-Walmdach. | Wohnhaus (ehem. Büdnerei) |
| 257 | Ribnitzer Straße 55 (Karte)    | Wohnhaus (ehem. Büdnerei) | 1-gesch. Putzbau mit Krüppel-Walmdach und Satteldach-Anbauten. | Wohnhaus (ehem. Büdnerei) |
| 258 | Ribnitzer Straße 57 (Karte)    | Wohnhaus (ehem. Büdnerei) | 1-gesch. Putzbau mit Krüppel-Walmdach. | Wohnhaus (ehem. Büdnerei) |
| 259 | Ribnitzer Straße 59 (Karte)    | Kinderkurklinik „Tannenhof“ mit Hauptgebäude, Häusern „Möwe“, „Sturmeck“, „Seeblick“, ehem. Isolierstation, Park und Gedenkstein für Carl von Mettenheimer | 1-gesch., holzverkleideter Bau der Bäderarchitektur mit mittlerem Giebelbau und Satteldach. Mettenheimer (1824–1898) war 1884 Gründer des Kinderkurwesens an der Ostsee. | Kinderkurklinik „Tannenhof“ mit Hauptgebäude, Häusern „Möwe“, „Sturmeck“, „Seeblick“, ehem. Isolierstation, Park und Gedenkstein für Carl von Mettenheimer |
| 260 | Rostocker Straße 1 (Karte)     | Reha-Zentrum mit Haus 1 (Hauptgebäude), Haus 2 (Kurmittelhaus), Haus 3 (Kardiologische Klinik), Haus 4 (Wohnhaus), Wohngebäude, Wachhaus, Wohnhaus (Nr. 1) Berliner Straße, Park mit Bärenbrunnen, Gedenkstein R. Assmann, Porträtbüste R. Assmann, Gartenplastik | 2-gesch. Putzbauten der 1920er Jahre, mit Walmdächer und zentralem Giebelhaus mit barockem Zollingerdach; um 1925 Erholungsheim der Berliner Verkehrsbetriebe (BVG); nach 1945 Sanatorium Richard Aßmann.                                                                    | Weitere Bilder |
| 263 | Strandstraße                   | Gedenkstein 1813–1913 | | Gedenkstein 1813–1913 |
| 264 | Zur Seebrücke 1 (Karte)        | Wohnhaus mit Garten | 1-gesch. verputzte Villa mit Zollingerdach. | Wohnhaus mit Garten |
| 265 | Zur Seebrücke 4 (Karte)        | Wohn- und Geschäftshaus (ehem. Post) | 2-gesch. Putzbau von 1881 mit 3-gesch. Turm; früher Post, heute Zimmervermittlung. | Wohn- und Geschäftshaus (ehem. Post) |
| 266 | Zur Seebrücke 6 (Karte)        | Attika mit Seemotiven an einem ehem. Geschäftshaus | | Attika mit Seemotiven an einem ehem. Geschäftshaus |
| 267 | Zur Seebrücke 8 (Karte)        | Haus „Ina“ | 2-gesch. Klinkerbau mit Mezzaningeschoss. | Haus „Ina“ |
| 269 | Zur Seebrücke 14 (Karte)       | Haus „Elisabeth“ | 2-gesch. Putzbauder Bäderarchitektur mit Mezzaningeschoss und Giebelflügel. | Haus „Elisabeth“ |
| 270 | Zur Seebrücke 16 (Karte)       | Haus „Buchengarten“ | 3-gesch. Putzbau der Bäderarchitektur. | Haus „Buchengarten“ |
| 273 | Zur Seebrücke 22 (Karte)       | Pension „Klaus Störtebeker“ | 2-gesch. teils verklinkerter Bau der Bäderarchitektur | Pension „Klaus Störtebeker“ |
| 276 | Zur Seebrücke 28 (Karte)       | Hotel „Strandhotel“ | 3-gesch. Putzbau der 1920er Jahre. | Hotel „Strandhotel“ |
| 277 | Zur Seebrücke 42 (Karte)       | ehem. Seenotrettungsstation („Eiscafé Seestern“) | 1-gesch. Klinker-Giebelbau mit Satteldach und zwei in die ehem. Tore eingebauten Fenster. | ehem. Seenotrettungsstation („Eiscafé Seestern“) |

## Ehemalige Baudenkmale
| ID | Lage                      | Bezeichnung                                | Beschreibung | Bild                                       |
| -- | ------------------------- | ------------------------------------------ | ------------ | ------------------------------------------ |
|    | Lange Straße 8/8a (Karte) | Gedenkstätte für die Freiwillige Feuerwehr |              | Gedenkstätte für die Freiwillige Feuerwehr |

## Quelle
- Denkmalliste des Landkreises Rostock A ‐ Z (Stand: 10. Februar 2021; PDF, 497 KB)
- Gemeinde Ostseeheilbad Graal-Müritz und Sanierungsträger GOSM: Graal-Müritz – Stadterneuerung und Stadtentwicklung im Wandel der Zeit, Graal-Müritz 2003.